# ノーナ
ノーナ（Nona）は、ローマ神話における運命の三女神「パルカエ」の一柱であり、妊娠を司る。日本語では長母音を省略してノナとも呼ぶ。
ギリシア神話のモイラの一柱「クロートー」と同一視されており、「現在」を司る神とされる。Nonaは9を意味しており、妊娠して9ヶ月目の女性がノーナにお参りをした。同じパルカエのデキマ、モルタと共に、運命の糸をつむぐ役割を担っている。